# Font del jardí de Cal Pobre
La Font del jardí de Cal Pobre és una obra barroca de Tarragona protegida com a Bé Cultural d'Interès Local.

## Descripció
Font encastada al mur del pati de la casa número sis del carrer dels Descalços, va ser construïda amb jaspers del país.
Font situada a la Plaça de Sant Antoni anomenada Font del Bisbe Armanyà i que va ser construïda al 1798. Aquesta font porta l'aigua d'una mina de la població de Puigpelat (Alt Camp) i l'aigua fa un recorregut de 28,30 km fins a arribar a brollar en aquesta font de Tarragona. Al 1998 va ser restaurada.